# 聖職者民事基本法

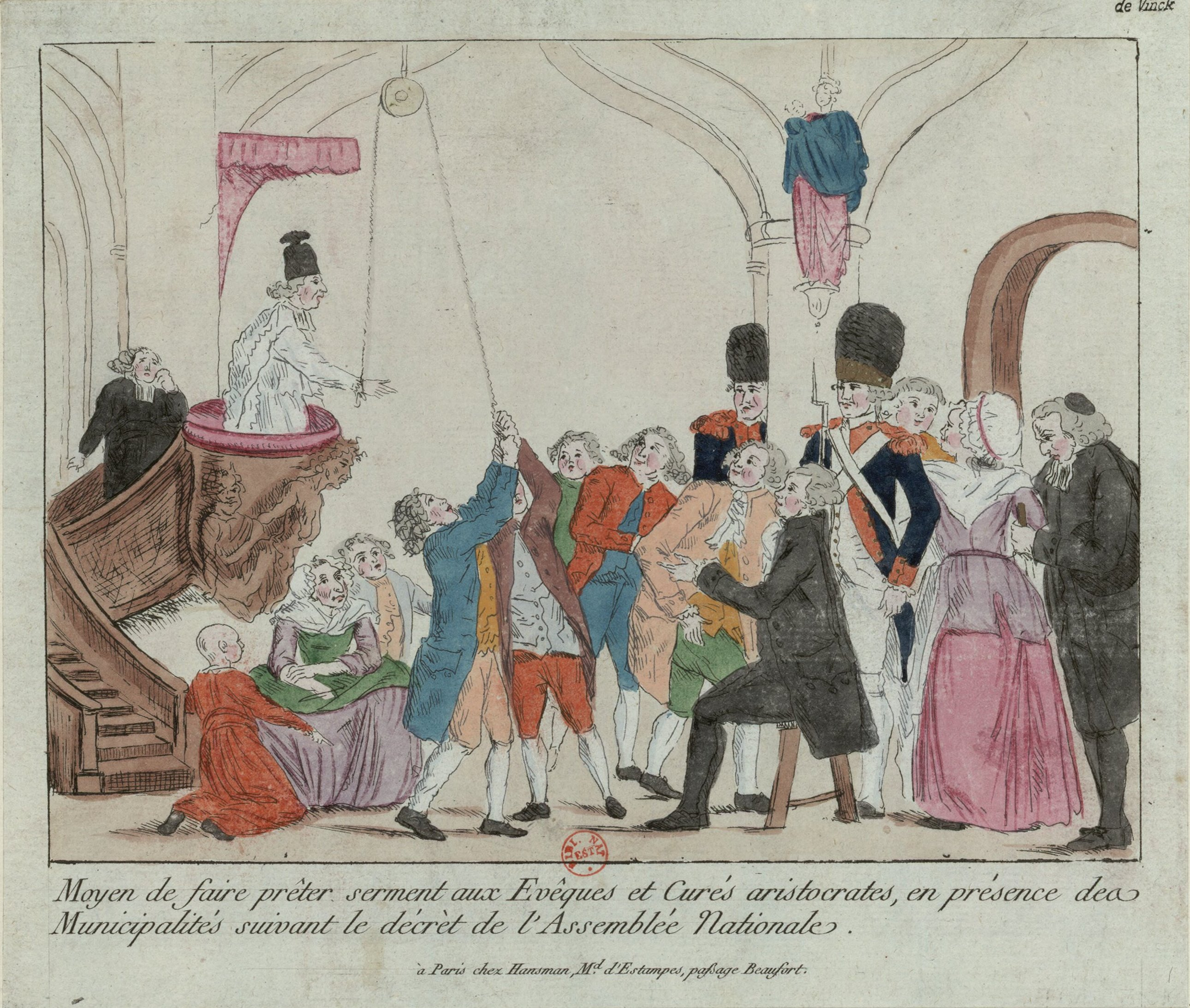
議会の命令で聖職者に宣誓を強制しようとする様子を描いた風刺画（1791年）

聖職者民事基本法（せいしょくしゃみんじきほんほう、仏: Constitution civile du clergé）は、フランス革命期の1790年7月12日に憲法制定議会で議決され、同年8月24日に国王ルイ16世の裁可により成立したフランスの法律である。日本語では、聖職者基本法、聖職者俗事基本法、聖職者公民憲章、僧侶民事基本法、僧侶基本法、僧侶市民憲法、僧侶にかんする民事基本法とも訳されている。

## 概要
この法律の内容は、フランス国内のカトリック教会を国家の管理下に置くものであった。司教区の行政的再編成、宗教的秩序の廃止、戸籍抄本の民間委譲、聖職者の叙任・給与などについて定め、これにより聖職者は公務員の扱いとなり、教会ではなくて、人民によって選任される立場になった。また、憲法を全力で維持すること等の宣誓を義務としたため、聖職者の大多数が聖書以外に誓いを立てることを拒否し、革命と宗教との対立に発展した。敬虔なカトリック教徒であった国王は困惑したが、王党派聖職者の助言を受けて裁可に同意する。ところがローマ教皇ピウス6世は公にこれを強く批判し、宣誓者を批判して異端宣告することすら示唆したため、波紋が広がり、宣誓拒否聖職者（宣誓忌避聖職者）と立憲派聖職者の対立は一般の信徒も巻き込んで深刻の度合いを増した。信仰の根強い地方では、宣誓拒否聖職者が王党派と協力して農民の反乱を扇動したため、ヴァンデの反乱の原因の一つとなり、反革命運動の根源ともなった。
これは1794年に廃止されるが、ローマ・カトリック教会とのフランスとの敵対、およびフランス・カトリック教会内の分裂は、1801年7月16日のナポレオン体制における政教条約で和解がもたらされるまで続いた。

## 背景

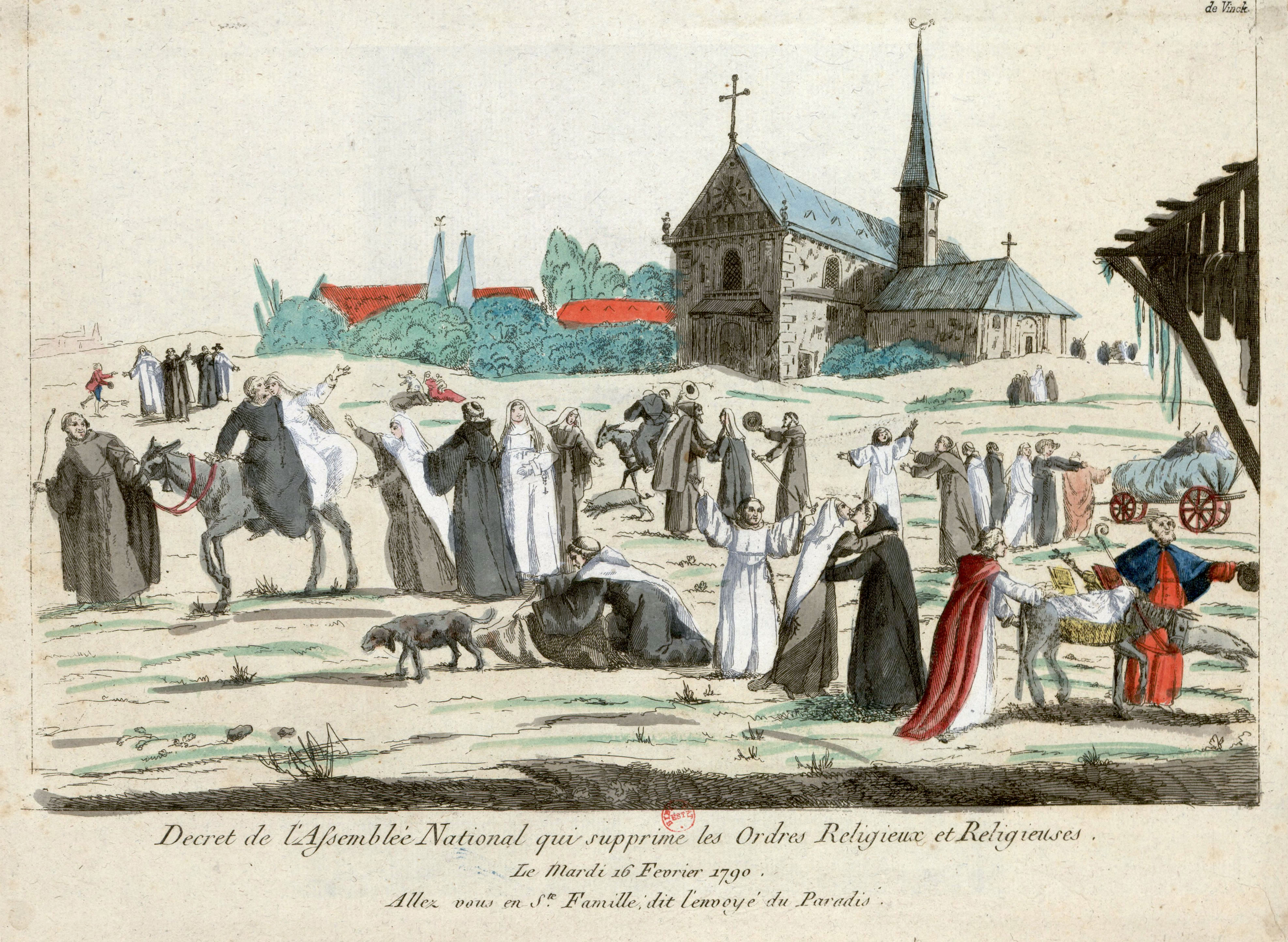
1790年2月13日の聖職者の終身誓約と修道会の廃止をうけて自由を喜ぶ修道士

第一身分たる聖職者は、1789年の全国三部会では第三身分たる平民と協力して愛国的団結を示した。7月14日、バスティーユ襲撃事件でフランス革命が勃発したときも、聖職者は革命の高揚感を共有した。しかし憲法制定議会がアンシャン・レジーム（）の解体に乗り出すと、絶対主義国家体制に密接に関与していたフランスのカトリック教会はいくつかの経済的打撃を被ることになった。
1789年8月4日の夜の宣言では、世俗領主でもあった教会も封建的諸権利を失った。しかしこれは補償が受けられる予定で聖職者の議員の多数が賛成した。例外とされたのは、ローマ教皇に収めるべき初収入税などであった。十分の一税についてはすぐには結論が出せずに、1年ほど長く議論され、翌1790年8月11日になって無償廃止と決まった。これに対してアベ・シェイエスは法的平等にそぐわないと反対したが、ミラボーは教会の持つ公益性を盾にこれを退けた。
1789年11月2日の教会財産国有化令が最も大きな痛手であったが、率先したのも革命派の聖職者であった。オータン司教タレーラン＝ペリゴールは、教会財産を「国民の自由処分にゆだねる」ことを提案し、三部会召集の原因となった財政赤字の埋め合わせとするように主張した。エクス大司教ジャン・デ・デュ・ラモン・キュセ・ド・ボワジュラン (Jean de Dieu-Raymond de Cucé de Boisgelin) やモーリ枢機卿 (Jean-Sifrein Maury) は強奪に等しいとして反対したが、シェイエスやミラボーは、教会は財産の所有者ではなく、用益権を保持していたに過ぎず、教会の公益事業は国家が引き継げばよいと主張して、採決の結果、346票対568票で可決された。
また議会は人権宣言の精神に則って、1790年2月13日、聖職者の終身誓約と修道団体の廃止（修道院の閉鎖）を宣言して、聖職者に職を辞める自由を与え、修道院を出たいものは自由に出て良いと許可した。一方で4月13日、カトリックが国教であると承認するように要望した動議は、信教の自由を名目に否決されたが、カトリックは唯一国家から補助金をもらえる宗教であることになった。国有化された教会財産の処分はしらばく宙に浮いたままであったが、タレーランの提案が改めて採用され、4月17日、アッシニアという土地債券の形で売り出されることになった。これに伴い、すでに教会礼拝費と聖職者年金は予算に組み込まれていたが、細則が決まっていなかったので、聖職者をどう処遇するかを定義する法律が必要になった。
ところが議会や委員会で討論が進むうちに、そもそも国家あるいは議会が保持する世上権に、キリスト教の伝統に抵触するような教会組織の根本を改革する権限があるのかについて論争が起こった。反対の急先鋒であったボワジュランは、国家には宗教界を論じる資格はないと主張し、教会法（ここではカノン法の意味）の変更は宗教会議によってのみなされ、普遍教会の長の承認が必要であるとした。しかし推進派のジャン＝バプティスト・トレヤール (Jean Baptiste Treilhard) はこれを一蹴し、旧体制の教会組織がいかに腐敗していたかを力説した上で、教会の管轄権は信徒の説喩と秘蹟の授与に限られるとしたフルーリーの学説を持ち出して、教会の管轄権は信仰と教義にしか及ばない、法の介入による改革は宗教に本来の純粋さを取り戻すだろうと主張して大喝采を浴びた。宗教会議招集が否決されたので、ボワジュランはそれならば教皇から聖会方法を得ようと主張し、教皇庁に急遽特使が派遣されることになった。

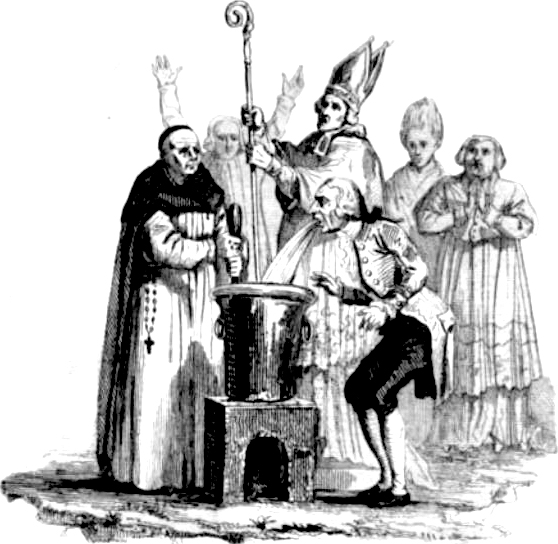
『特権階級の最後のしゃっくり』

フランスのカトリック聖職者たちの大半は革命に好意的であった。伝統的にローマに対するフランス国家主権の優越を認める立場（ガリカニスム）だったことに加えて、この階層の知識人は啓蒙思想に深く染まっていたからである。また三部会を引き継いだ憲法制定議会の約4分の1の議員は聖職者だった事情もあって、彼らは議会の姿勢に理解を示すか、自らが革命の指導者として名を連ねていた。経済的な問題では、下位聖職者の生活水準はむしろ向上することになり、旧体制で豪華な生活をしていた高位聖職者は槍玉に挙がるのを恐れていたので、異議を唱えるのは差し控えられていた。ヘンリー8世やヨーゼフ2世などによって、近隣諸外国ではもっと厳しい教会改革が行われた前例があったことも、すぐに国内で大きな反発を生まなかった要因であった。
議会は教皇から「洗礼が授けられる」ものと無邪気に考えていた。同様に世俗権力であるロシアのエカチェリーナ2世がポーランドのカトリック教区の区割りを変更した際に、ピウス6世が抗議しなかった前例もあった。しかし貴族出身の教皇は最初から革命に敵意を抱いており、世俗的立場から特権撤廃を苦々しく受け止めていたことについて、注意が払われていなかった。教皇はアヴィニョンなどフランス国内の教皇領の領民が革命に共感してフランスへの併合を求めていることに苛立ちを募らせ、1790年3月29日の枢機卿会議では人権宣言の原理を「背神行為だ」と断罪せずにはいられなかった。教皇にとって人民主権はすべての君主制に対する脅威でしかなかった。彼は特使を通じてルイ16世にアヴィニョン領民の武力鎮圧を依頼したが、議会が断ったので、民事基本法を非難する決心を固めた。ただそれはすぐには明らかにされずに、長々と無為に交渉だけが続けられた。
1790年4月22日、ニームでは3千人の選挙人が『カトリック宣言』を発して、国王に権力を戻しカトリックを国教化するように要求し、これをパンフレットにして全国に送付する事件が起きた。このカトリック勢力は志願兵を募り、白色帽章を付けて「国民打倒」を叫び、6月13日からの3日間、プロテスタントと武力衝突を起こした。これは300名の死傷者を出して敗れ、南フランスでの最初の反革命は失敗した。近隣のアヴィニョンは6月21日にフランスに併合された。
6月末には法案の主要部分はほぼ完成した。聖職問題委員会を主導したジャンセニストのアルマン＝ガストン・カミュ (Armand-Gaston Camus) によって、国民の議会は宗教を改革する権限を持つと定義され、制定される民事基本法で市民社会の秩序を教会組織にも適用することとなった。また同時に1516年にフランソワ1世と教皇レオ10世によって締結されていたコンコルダートの内容は破棄された。1790年7月12日、連盟祭の2日前に同法は可決され、14日の第一回連盟祭ではタレーラン司教が200名の三色旗をまとった司祭達を率いて宣誓の儀式を執り行った。

## 内容
聖職者民事基本法は4編からなる法律で、第1編は聖職者の職務を、第2編ではその任用を、第3編では報酬を、第4編では居住を、それぞれ定めていた。特色は、聖職者に生活の保障を与える一方で、憲法を維持すること等の宣誓を義務づけ、王権やローマ教会の影響を排除して、任用は教会法ではなく選挙制で一般信徒の意志を反映しようとした点であった。要点は以下。

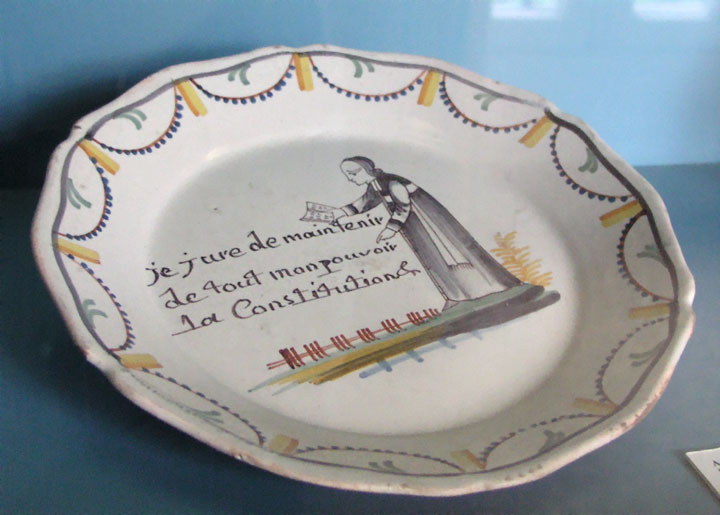
1790年作の聖職者民事基本法の記念皿。「私は憲法を力の限り守ります」の文言と司祭が誓う絵が描かれている（カルナヴァレ博物館収蔵品）

- 区画の刷新：83県という新しい行政区分に合わせて、1つの県に1つの司教区とし、従来133[17][注釈 12]あった司教区は83に改組された。また司教区のなかった司教座は廃止された。人口6,000人未満の市町村は単一の教区にまとめられ、人口6,000人以上の都市は小教区に分割が許可された。（第1編第1条, 第16条）
- すべての聖職禄（受禄職）や特別職の廃止：司教座聖堂参事会員や大修道院、礼拝堂付司祭などあらゆる聖職禄や特別職は以後廃止された。これにより複雑であった教会内の地位は単純化、別の言い方をすれば平等化された。（第1編第20条）
- 選挙制：司教および司祭の任用は選挙によって行われることになった。司教に選ばれるには少なくとも15年間その司教区で聖職者として、すなわち主任司祭、臨時主任司祭、助任司祭、助祭長、神学校の司祭長として、勤務実績が必要。（第2編第1条, 第7条）
- 外部の権威・権力の否定：フランスの教会および教区市民は、いかなる理由であれ、国外の権力によって任命された司教や大司教の権威を認めてはならない。また新司教は教皇に対して堅信礼を求めてはならない。（第1編第4条、第5条、第2編第19条）
- 宣誓義務：叙任式の際には、市町村の管理職公務員、人民及び聖職者の面前で、国民、法律及び国王に忠実であること並びに国民議会により制定され国王の受容した憲法を全力で維持することを宣誓する義務を負った。（第2編第21条）
- 聖職者の公務員化：宗教の代理人は国家によって扶養されるものとされた。司教や司祭には俸給が支給された。司教は従来よりも安い12,000〜15,000リーブルと抑える一方で、司祭は1,200リーブル、助任司祭は700リーブルとそれぞれ倍増された。[注釈 13]（第3編）
- 居住地の指定：司教と司祭は持ち場を離れることができない。理由がある場合でも地区当局の同意が必要。（第4編3条）

## 影響

### 国王と教皇
ルイ16世は、厳しい反教権主義的な内容を含むこの法律に非常に戸惑いを覚えていた。それは全く彼の意志に反するものだったからだ。教皇が革命に反対の意見を持っていることはすでに周知の事実であったが、フランスと歴代教皇とのこれまでの歴史から考えて、ボワジュランは教皇は最終的には和解の意志があると信じていた。またすでに教会財産は国有化されていたため、生活の糧を失った聖職者の生活保障が必要であり、この法律はどうしても成立させなければならなかった。それで彼はシセ大司教と2人でそれぞれ国王に署名を薦め、既成事実を積み重ねることで、彼らは教皇が聖会を指示して民事基本法を認めることを期待した。
様々な思惑から方々で説得を受けたルイ16世は、不承不承、裁可を受け入れるわけだが、彼はすでに後にヴァレンヌ事件となるパリ逃亡計画を秘密裏に進めていて、半ば強要されたという事実が、これを決意する上での動機の一つとなったと考えられている。
実施面での問題と教会と交渉に費やしたために公布まで時間がかかった。この間に国王は諸外国に軍事支援を依頼して交渉していたが、上手くいかなかった。手詰まり感のなかで、宗教的感情は逆に反革命に利用できると考えた王党派や、王制護持に有利に働くと主張した立憲派のミラボーは、異なる思惑で、国王にこの法律を押し進めるように盛んに後押しした。一方では、10月30日、議員になっている司教たちは『聖職者基本法の諸原則に関する解説』と題するパンフレットを発行した。彼らは民事基本法を直接は非難しなかったが、唯一譲れない線として同法が宗教権力たる教皇によって承認されることを主張した。
他方、一般の聖職者と信徒の間では不安が広がっていた。モントーバンなど南部で、プロテスタントとカトリックとの間に流血沙汰の争いが続いていたことも、彼らの態度を硬化させた。西部と南部では激しい宗教対立の歴史があり、遺恨はまだ人々の記憶に新しかった。民事基本法のもとで、憲法の絶対的支配の下に教会が置かれるが、他で平等の名の下にプロテスタント教徒やユダヤ人が権利を獲得するのを見るにつれ、革命がカトリックを弾圧しようとしているのではないかと疑いだしたのは、自然な流れだったろう。この疑念は教皇ピウス6世の態度によってさらに助長されることになり、次第に敵意へと変わっていった。

### 宣誓拒否聖職者問題

1791年の宣誓拒否聖職者の分布
35.00 - 51.24%
51.25 - 67.49%
67.50 - 83.74%
83.75 - 100%

1790年11月26日、議会は全国の聖職者は2ヶ月以内に宣誓を行うものと決め、翌日に全国に通達を発して、これが強制であり拒めないものであることを示した。ところが、宣誓を拒否した聖職者は、洗礼授与、結婚、埋葬、聖体授与、告白、説教など、あらゆる公共の儀式が禁止されると警告していたにもかかわらず、12月26日に正式に公布されると、聖職者の議員の約3分の1だけが宣誓を受け入れ、過半数は拒否した。全国でも抵抗は広がり、司教は7名だけは宣誓に応じたが、残り全員が宣誓を拒否し、司祭の約半数も宣誓を拒否した。
このような情勢でも聖職者たちは和解の道を模索していた。しかし1791年3月10日と4月11日の親書で、教皇ピウス6世が明確に民事基本法と人権宣言の精神を否認して反革命の立場を鮮明にしたことで、対立は決定的となり、努力は水を差されることになった。欺かれたボワジュランらは茫然自失となったが、この親書は一般への公開をためらうような棘のある内容であったので、1ヶ月以上も秘密にされ、何とか修復を謀ろうとフランスの司教は総辞職を申し出て、却下された。国家と教会の分裂は避けられない情勢となり、5月には、フランスは駐ローマ大使を引き上げさせ、ローマも教皇使節をパリから引き上げさせて、公に断交状態となった。
左図のように、数県ではほとんどすべての聖職者が宣誓を拒否したので、それらの地域では儀式を中止せざるをえなくなった。議会は、これらを宣誓した聖職者に代えようとしたが、代理の数が間に合わなかったので、結局は宣誓拒否聖職者が儀式を続けることを認めた。最初の立憲派聖職者は、前司教から聖職相続を得なければならなかったが、旧司教のうちタレーラン司教ただ1人が祝聖を与えることを承諾し、皮肉にも不道徳で有名だった彼の手で多くの司祭が次々と叙階された。聖職者のなり手も足りなかったので見習い期間が短縮され、立憲派聖職者は急造されていった。
議会は、はじめのうち自らが招いた教会の分裂を認めようとしなかった。しかし新選の立憲派司祭と旧宣誓拒否司祭は方々の教区で対立し、信徒を巻き込んで大きな騒乱となっていた。洗礼、結婚、埋葬の登録簿は立憲派聖職者だけが持っていたので、宣誓拒否聖職者のもとに通っていた信徒は公民権登録ができなかった。特に信心深い女性が立憲派司祭のミサに行かなかったので、彼女らの子供には公民権が与えられない状態であった。国民衛兵はしばしば宣誓拒否聖職者のもとのミサに通い続ける女性たちを嘲弄し、鞭打った。有力者であったラファイエット夫人 (Adrienne de La Fayette) はこのような状況に我慢ならず、パリに新司教ゴベルを迎えることを拒み、夫であるラファイエットは「89年クラブ」の仲間と相談して、宣誓拒否聖職者にも礼拝所を持てる自由を与えるように議会に提議した。1791年4月11日、議会は宣誓拒否聖職者が閉鎖寺院を使って礼拝をすることを黙認する決議を出した。さらに5月7日、議会はシェイエスの提案で信仰の自由を全般的に認める寛容令を出した。これによって宣誓拒否聖職者の信仰も認められることになったが、こうなると今度は立憲派聖職者が怒り出した。これはローマ教皇に逆らってまで革命に殉じようとした彼らの努力を全く無駄にするものであり、信徒の多くが彼らのもとから離れていったからだ。立憲派聖職者はジャコバン・クラブに集い、官憲と協力して5月7日の礼拝の自由が適用されるのを妨害した。他方、ピウス6世もさらに介入し、シムルタネウム (Simultaneum) が普通になった時代に、あえてローマ派聖職者（宣誓拒否聖職者）に立憲派聖職者と同一の寺院内で礼拝することを禁じた。

#### 国家宗教
宗教闘争が激しくなると、ジャコバン派は立憲派聖職者を支援して、益々ローマ・カトリック教会への舌鋒を強めていった。カトリックの迷信や狂信との戦いは、革命をより極端な形での宗教からの解放へと向かわせた。教会と国家との分離という、アメリカ人が示したモダンな良識（政教分離）を模倣せずに、フランス革命では一気に飛躍して、無神論、あるいは中立的で非霊的な国家宗教のごとき革命宗教の創設を目指していくことになる。そして愛国的な市民祭典が宗教が抜けた心の隙間に入り込むように置き換わったのが特徴であった。

#### 反革命
パリでは宣誓を拒んだサン＝シュルピス教会の司祭が群衆に吊し上げられ「縛り首か宣誓か」と迫られたが、地方、特にカトリック色の強いアルザスや中央高地、西部のヴァンデでは逆に宣誓儀式が群衆の妨害で阻止された。5月7日の寛容令で教区に残ることを許された宣誓拒否聖職者は、それらの地方に反革命の種を植え続けた。そして革命の成果を手にできずに、不満をかかえる農村部では特に反革命の扇動に多くが同調していった。
議会はラファイエット派が勢力を持つ間は、宣誓拒否聖職者を弾圧する法令を拒んでいたが、1791年11月29日、ついに宣誓拒否聖職者に公民宣言を要求する決議をして、公民としての宣誓を拒否し続ける聖書者を住居から追い出し、年金を取り上げ、拘束等の処置を地方自治体が独自の判断で行えるようにした。ルイ16世はこの法案に拒否権を発動して施行を阻んだが、8月10日事件で王政は打倒され、再提起されて可決された。

弾圧が強まるとともに反抗も暴力的になっていき、国王処刑と30万人募兵令を機に、ヴァンデ地方では反乱が発生してすぐに大量虐殺が始まるが、これはカトリック信仰と王党派が結びついたものであった。

### 国民融和政策

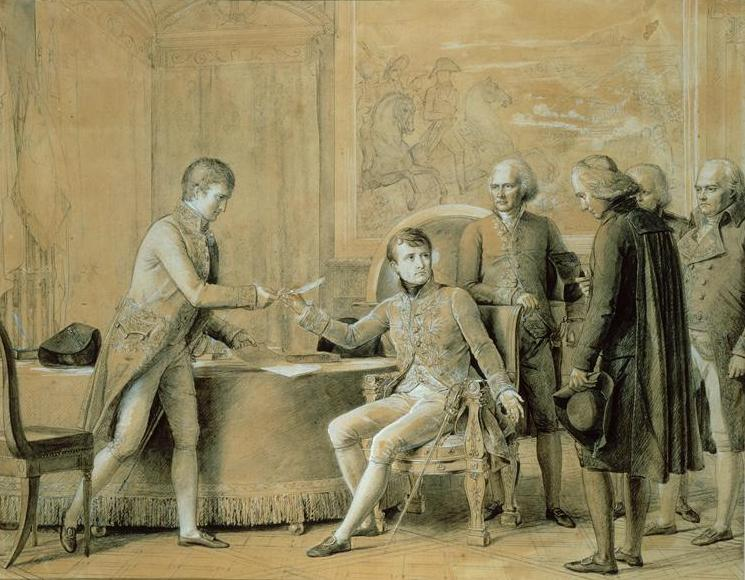
『コンコルダートの署名』, フランソワ・ジェラール作

テルミドール反動が始まると、末期国民公会は、1794年9月18日に聖職者民事基本法および関連法令を廃止し、宣誓拒否聖職者への弾圧も終わった。さらに12月2日にヴァンデ叛徒（カトリック王党派）に大赦令を出したのに続いて、翌1795年2月21日には信仰の自由（祭儀の自由）を宣言して、国内での宗教和解を進める政策に転換した。信仰の自由が認められたことで、ヴァンデの農民は王党派と切り離されて沈静化していった。しかし弾圧が終わった一方で、あらゆる宗教に公平不偏の立場を政府が取るようになったので、カトリックの地位は低下し、公的資金の提供も停止された。
総裁政府が発足すると、イタリア戦線では教皇との休戦が成立し、国内ではカトリック勢力の復権がやや進んで、亡命した聖職者の帰国も始まった。1797年2月19日には教皇との間にトレンチノ条約 (Treaty of Tolentino) が締結されアヴィニヨンが放棄されることで和平が成立した。4月4日の共和国5年の総選挙では、併合されたベルギーのカトリック勢力が多く議席を占めたが、これはフリュクティドール18日のクーデターにつながった。
1799年、ローマ共和国が成立した事件に関して、ピウス6世はフランスの捕虜となり、ヴァランスで死去したが、ブリュメールのクーデターで第一統領となったナポレオンはその正葬を許可し、新教皇ピウス7世と秘密交渉を開始した。これが1801年7月16日のコンコルダートとして成立するが、この中で教皇は統領政府を正式に承認し、没収教会財産の返還要求をしないことに同意した。叙任権は教皇が持つが、その任免の際に聖職者のフランス国家への忠誠宣誓を必須とし、人選についても第一統領が指名大権を持った。教区の変更の線引きは教会と国家が協議して決めるということになった。聖職者の公定俸給は国が支払うことになり、聖職者はやはり実質的には公務員のようになった。カトリックは国教に限りなく近い「フランス人の最大多数の宗教」という立場になった。妥協の産物であったため、これらは聖職階位制を復活させ、教皇権至上主義のつけ込む隙を与える方向で、聖職者民事基本法を修正したような内容であった。

ともかく、フランスの教会がカトリック教会の組織として再構築されることになり、民事基本法から派生した混乱と、立憲派聖職者と宣誓拒否聖職者の分裂は終結した。一方で教皇と皇帝との関係は、ナポレオンの離婚問題と大陸封鎖令に関連して再びこじれた。1808年に皇帝は教皇領を占領して翌年に併合し、対してピウス7世はナポレオンを破門してフランスに幽閉された。その後も叙任を拒んだ教皇とナポレオンとの対立はさらに長く続き、ロシア遠征の後の1813年1月に再びコンコルダート（フォンテーヌブローのコンコルダート）が締結されるが、破棄され、皇帝が失脚してセント・ヘレナ島に追放されるまで個人的な和解は成立しなかった。